# أشلي غولدزورثي
أشلي غولدزورثي (بالإنجليزية: Ashley Goldsworthy)‏ هو عالم حاسوب أسترالي، ولد في 2 نوفمبر 1935 في Culcairn ‏ في أستراليا.